# Marcel Vanderhaegen
Marcel Vanderhaegen (Ronse, 29 januari 1917 - 9 februari 1996) was een Belgisch volksvertegenwoordiger en senator. 

## Levensloop
Beroepshalve secretaris van een ziekenfonds, werd hij (hulp)boekhouder, in 1932 van de samenwerkende maatschappij De Verbroedering Ronse, in 1937 van Fiducoop, in 1937 van de samenwerkende maatschappij Het Volksrecht Kortrijk en de mutualiteitsfederatie Bond Moyson van Aalst-Oudenaarde. In 1949 werd hij algemeen secretaris van deze federatie en daardoor ook beheerder van het Nationaal Verbond van Socialistische Mutualiteiten (NVSM), van De Mutualistische Solidariteit en van Het Huis der Mutualisten. 
In 1952 stapte hij in de gemeentepolitiek. Hij werd in 1952 verkozen tot gemeenteraadslid van de gemeente, was er van 1959 tot 1964 schepen voor sociale zaken en van 1965 tot 1977 burgemeester.
In 1961 werd hij voor de BSP verkozen tot lid van de Kamer van volksvertegenwoordigers voor het arrondissement Oudenaarde en vervulde dit mandaat tot in 1968. Hij werd toen als provinciaal senator voor Oost-Vlaanderen lid van de Senaat en dit tot in 1971. Hij werd toen opnieuw verkozen tot volksvertegenwoordiger voor het arrondissement Oudenaarde en vervulde dit mandaat tot in 1974. In de periode december 1971-maart 1974 had hij als gevolg van het toen bestaande dubbelmandaat ook zitting in de Cultuurraad voor de Nederlandse Cultuurgemeenschap, die op 7 december 1971 werd geïnstalleerd en de verre voorloper is van het Vlaams Parlement.
Hij was actief in de socialistische beweging in Ronse, en was vanaf 1934 secretaris van de Socialistische Jonge Wacht, secretaris van de socialistische schoolbond, werkend lid van de Socialistische Anti-Oorlogsliga, spelend lid van de toneelkring De Verbroedering en bestuurslid van de afdeling Ronse van de Belgische Socialistische Partij.